# Anthurium tremulum
Anthurium tremulum är en kallaväxtart som beskrevs av Luis Aloysius, Luigi Sodiro. Anthurium tremulum ingår i släktet Anthurium och familjen kallaväxter. Inga underarter finns listade.